# Reichsautobahn-Tankstelle Fürstenwalde

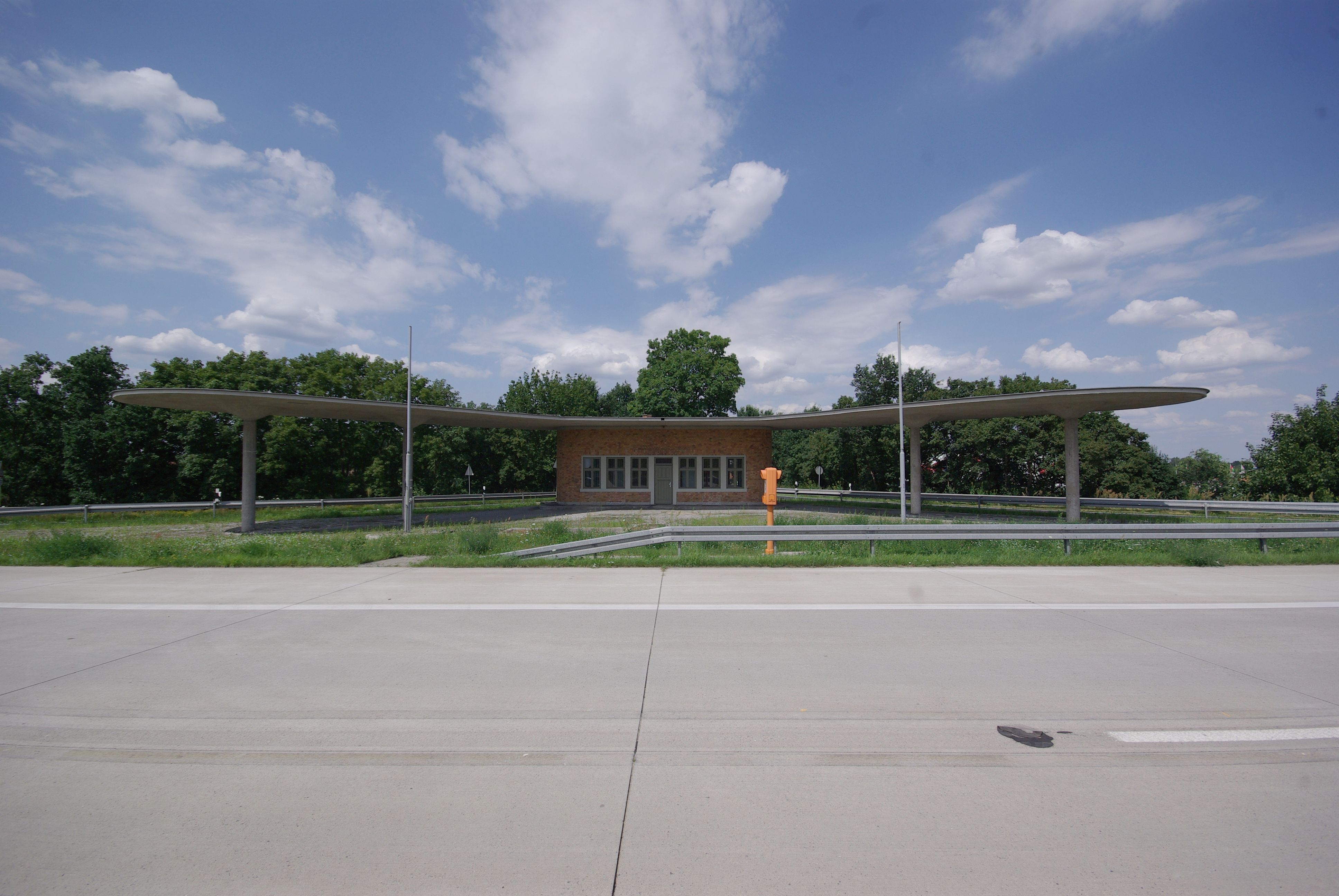
Die Tankstelle von der Autobahn aus

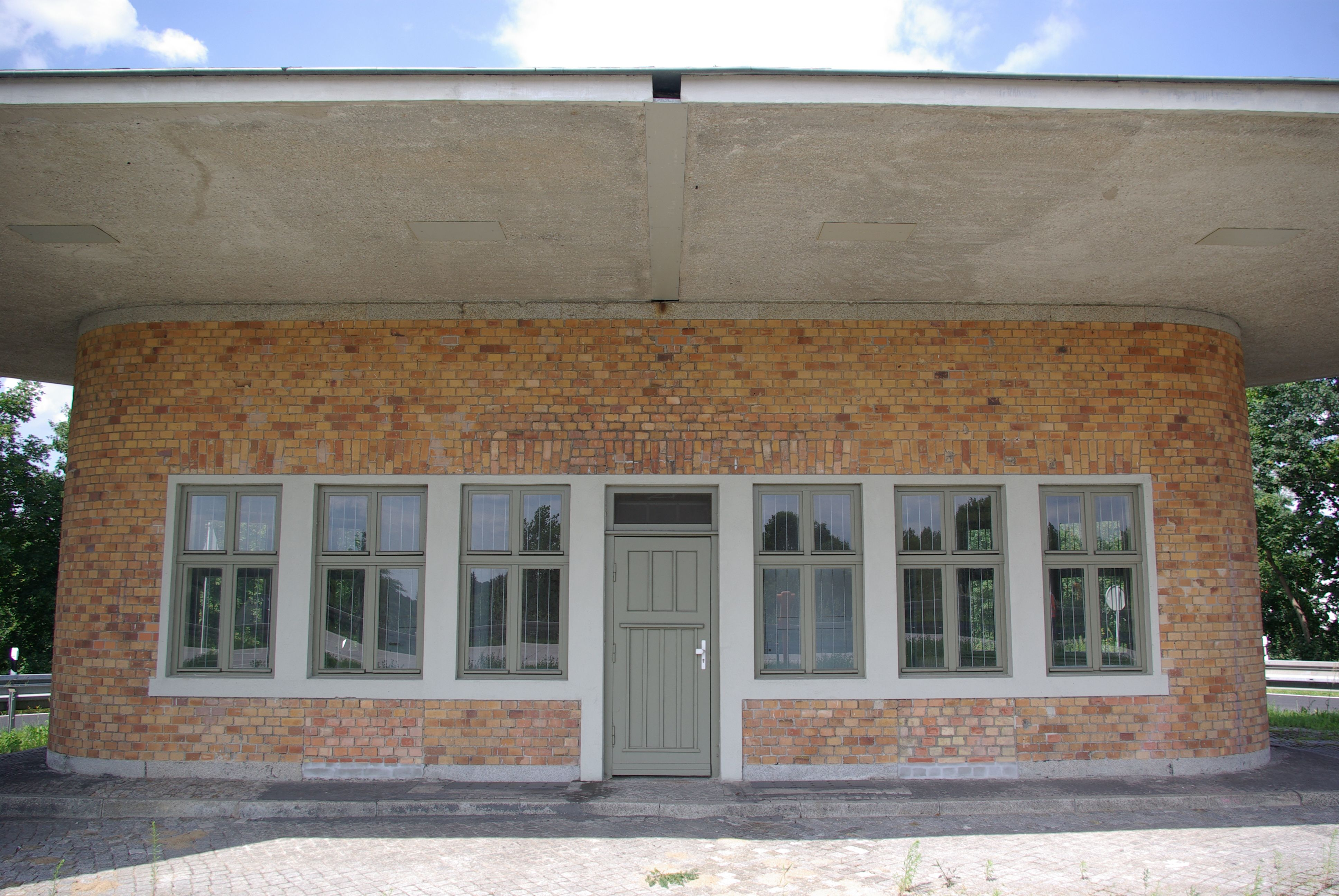
Das Gebäude – ursprünglich waren statt des zweiten und fünften Fensters von links ebenfalls Türen eingebaut

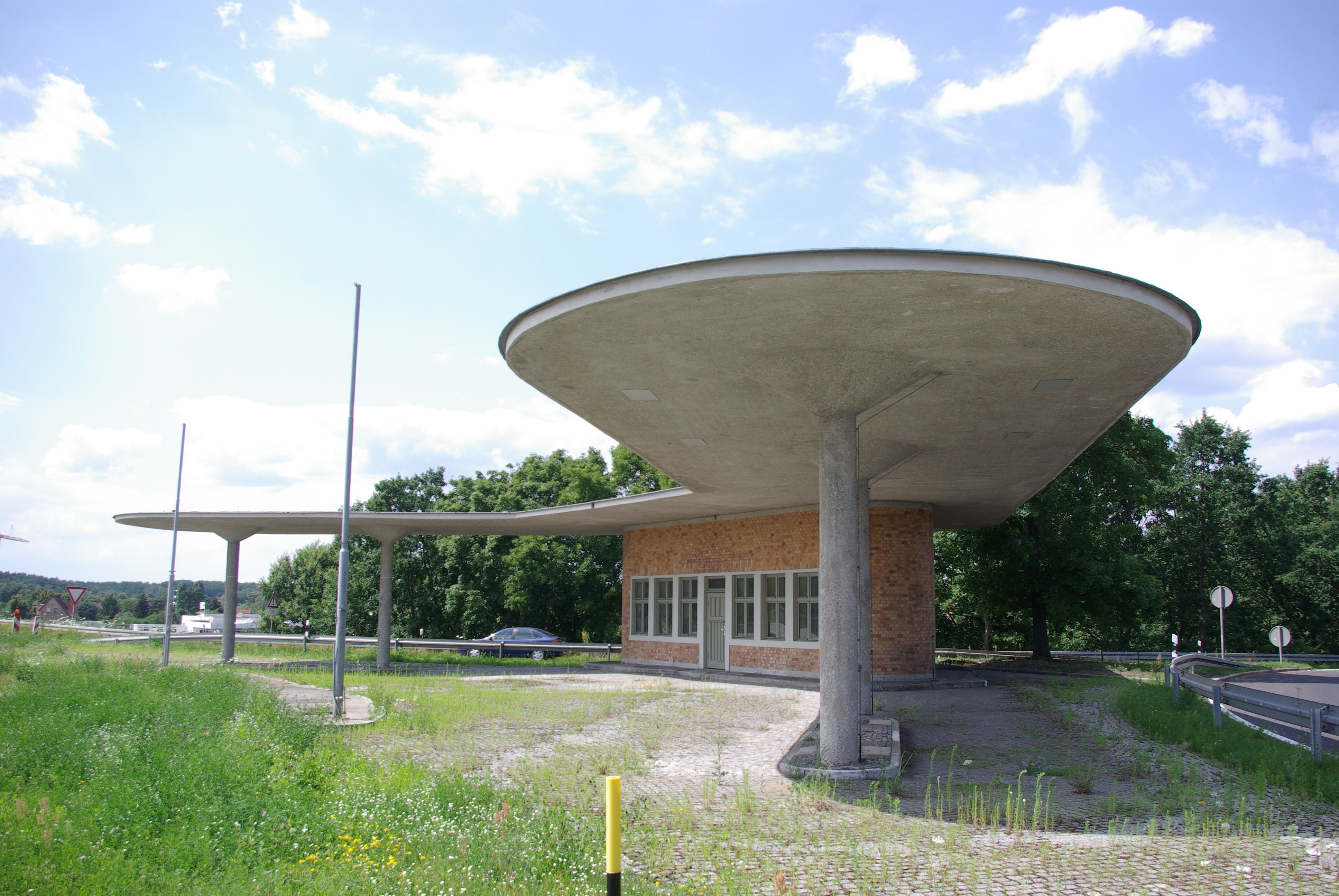
Die Tankstelle von Südosten aus. Unter dem Dach und links zwischen den Fahnenmasten waren die Tanksäulen.

Die Reichsautobahn-Tankstelle Fürstenwalde war eine der ersten Tankstellen an einer Autobahn. Sie befindet sich an der nördlichen Ausfahrt „Fürstenwalde-West“ der Bundesautobahn 12. Die Tankstelle war ein Typenentwurf, daher wurden spätere Tankstellen „Typ Fürstenwalde“ genannt. Sie ist die letzte Tankstelle dieses Typs, die in Deutschland noch erhalten ist, und steht daher unter Denkmalschutz.
An der Autobahnausfahrt Bielany Wrocławskie (Bettlern) bei Breslau an der heutigen Autostrada A4 befinden sich zwei Tankstellen dieses Typs sowie eine weitere an der Anschlussstelle Szczecin Zachód (Stettin-West) der Autostrada A6 (). Alle drei Tankstellen sind noch in Betrieb.
Die Tankstelle wurde 1937 nach einem Entwurf von Friedrich Tamms durch die Firma Wilhelm Unger aus Berlin-Pankow erbaut. Durch solche Typenbauten sollten die bis dahin genutzten provisorischen Tankstellen an der Reichsautobahn ersetzt werden. Mit ihrem dreieckigen Grundriss passt diese Bauweise in das von der Einfahrt- und der Ausfahrtstrecke gebildete Dreieck der Anschlussstelle. Die Dachfläche hat eine V-Form. Das Erdgeschoss umfasste zur Zeit der Nutzung einen Gastraum mit Toiletten, einen Lagerraum und einen Raum für den Tankwart. Die Räume des Kellergeschosses wurden zur Lagerung von Kohlen und Öl sowie für die Heizung und als Abstellfläche genutzt.
Die Tankstelle war bis Dezember 1995 in Betrieb. Sie wurde ursprünglich von beiden Fahrtrichtungen angefahren, von Westen aus überfuhren die Kraftfahrzeuge dazu die Gegenfahrbahn. Am 19. Februar 1996 wurde die Tankstelle in die Denkmalliste des Landes Brandenburg auf Antrag von Ingrid Friese eingetragen.
Eine weitere Nutzung ist nicht vorgesehen.